# A No-Rough-Stuff-Type Deal
"A No-Rough-Stuff-Type Deal" é o sétimo e último episódio da primeira temporada da série televisiva de drama norte-americana Breaking Bad. O episódio foi escrito por Peter Gould e dirigido por Tim Hunter. Ele foi exibido pela primeira vez no dia 9 de março de 2008 nos Estados Unidos e Canadá pelo canal de televisão AMC.

## Enredo
Durante uma reunião da associação de pais do ensino médio, Walt acaricia Skyler sob a mesa da sala de conferências, deixando-a gradativamente excitada. No estacionamento, os dois fazem sexo na parte traseira do carro de Walt que, em seguida, começa a perceber o perigo de sua situação. Jesse, que agora vive no trailer, coloca sua casa à venda por ter ficado bastante traumatizado com a morte de Krazy-8 e Emilio a ponto de não querer mais morar ali. Walt fala sobre o acordo que fez com o Tuco, mas Jesse diz que é impossível eles produzirem dois quilos de metanfetamina por semana. Seus "smurfs" – pessoas que fornecem a pseudoefedrina necessária para cozinhar a metanfetamina – só podem fornecer uma quantidade limitada por semana.
Walt e Jesse encontram Tuco e seus homens em um ferro-velho onde entregam aproximadamente um quilo de metanfetamina. Tuco fica furioso por Walt não ter cumprido o acordo e paga somente US$ 17.000. Ele dá outra chance para Walt entregar o resto do produto na próxima semana, mas Walt diz que ainda quer os US$ 70.000 que Tuco prometeu antecipadamente, mesmo não tendo o produto. Tuco acaba aceitando US$ 52.500, o que equivale a US$ 65.625, mas faz ameaças com sérias consequências caso eles não antigissem a cota da próxima semana. Para compensar, Walt promete fornecer quatro quilos de metanfetamina na próxima reunião.
No chá de bebê de Skyler, Marie a presenteia com uma cara tiara de bebê coberta de ouro branco, deixando Hank irritado. No quintal, Walt e Hank têm uma conversa filosófica sobre a linha divisória entre comportamento legal e ilegal. Naquela noite, Walt diz a Skyler que ele planeja passar um fim de semana em uma clínica médica holística depois que ela expressou seu desejo para que ele experimentasse uma terapia alternativa. Na realidade, Walt utiliza este pretexto para cozinhar metanfetamina com Jesse. Skyler vai até a loja onde Marie comprou a tiara para devolvê-la mas acaba sendo apreendida na loja; descobrindo que Marie havia a roubado. Notando que poderia arrumar problemas por combinar com a descrição do perfil de sua cunhada, Skyler decide fingir que estava entrando em trabalho de parto, convencendo os funcionários da loja a deixá-la ir. Mais tarde, Skyler confronta Marie por ter furtado a tiara mas a mesma acaba negando tranquilamente que havia feito isso.
Walt cria um plano para produzir metanfetamina usando diferentes materiais precursores e fornece a Jesse uma lista de produtos químicos e suprimentos para adquirir com o dinheiro que Tuco havia dado. Jesse consegue quase tudo o que Walt pediu com exceção da metilamina, que é mantida sob controle em um local isolado. Jesse descobre uma loja de produtos químicos onde existem homens dispostos a roubar e vender metilamina por US$ 10.000. No entanto, Walt decide que eles mesmos irão roubar a metilamina usando o pó de alumínio de vários quadros mágicos para produzir termita. À noite, Walt e Jesse entram no armazém ilegalmente, trancam o guarda de segurança do local dentro de um banheiro portátil e colocam a termita em uma porta fechada, que destrói o metal quando é acesa. Os dois roubam um tambor cheio de metilamina e escapam.
No dia seguinte, Walt e Jesse tentam dar partida no trailer quando problemas mecânicos os impedem de ir a qualquer lugar. Chegando próximos ao fim do prazo de Tuco, eles resolvem cozinhar no porão da casa de Jesse, sem saber que a sua agente imobiliária havia planejado uma visita aberta à público naquela mesma tarde. Jesse protege a porta do porão enquanto Walt sintetiza os produtos químicos, e uma vez que um homem pede para ver o porão, Jesse exige que todos saiam. Quando Walt volta para casa, ele fica sabendo do furto de Marie. No dia da nova reunião com Tuco, Walt entrega 4.6 quilos de metanfetamina e explica que, apesar do produto agora apresentar uma tonalidade azul, ele continuava com a mesma qualidade do anterior e Tuco oferece US$ 91.000 pelo lote. Quando um dos homens de Tuco faz um comentário desavisado para Walt, Tuco fica furioso e dá vários socos no homem até ele ficar inconsciente. Quando Tuco enfim para de socá-lo, Walt e Jesse ficam observando a cena perplexos.

## Produção
O episódio foi escrito por Peter Gould e dirigido por Tim Hunter. "A No-Rough-Stuff-Type Deal" foi ao ar pela primeira vez no dia 9 de março de 2008 nos Estados Unidos e Canadá pelo do canal de televisão AMC.

## Significado do título
O título do episódio é uma referência ao filme Fargo de 1996, cujo protagonista Jerry Lundegaard (interpretado por William H. Macy) diz a mesma frase do título enquanto discute o sequestro de sua esposa.

## Recepção
Seth Amitin, escrevendo para a IGN, avaliou o episódio com nota 9.1 de 10.